# Троц, Барри
Барри Троц (англ. Barry Trotz; род. 15 июля 1962, Виннипег) — канадский хоккеист и тренер. 15 лет тренировал «Нэшвилл Предаторз», 4 года — «Вашингтон Кэпиталз», с которым выиграл Кубок Стэнли в 2018 году, и затем 4 года — «Нью-Йорк Айлендерс». Ранее он также возглавлял клубы АХЛ «Балтимор Скипджекс» и «Портленд Пайретс» с которым он выиграл чемпионат АХЛ в 1994 году.
Барри Троц занимает второе место по числу проведённых матчей и третье место по количеству побед в качестве главного тренера клуба НХЛ.
26 февраля 2023 года клуб «Нэшвилл Предаторз» объявил о назначении Барри Троца на должность генерального менеджера клуба. В свою должность Троц вступил 1 июля 2023 года.

## Карьера тренера

### Ранние годы
До того как стать тренером, Троц играл за «Реджайна Пэтс» в Западной хоккейной лиге с 1979 по 1982 годы, выиграв чемпионат ЗХЛ в 1980. Троц играл свой последний год среди юниоров в родном городе Дофин, где выиграл титул чемпиона Юниорской хоккейной лиги провинции Манитоба, а также Anavet Cup. В возрасте семнадцати лет в одном из матчей получил тяжёлую травму (перелом семи шейных позвонков), в результате чего не смог продолжить карьеру игрока во взрослом хоккее.
Троц начал свою тренерскую карьеру в качестве помощника главного тренера Уэйна Флеминга в Университете Манитобы в 1984 году. В следующем сезоне он стал генеральным менеджером и главным тренером «Дофин Кингз». В 1987 году он вернулся в университет Манитобы в качестве главного тренера, а также в качестве скаута из «Вашингтона».
В сезоне 1991/1992 работал ассистентом Роба Лэрда в «Балтимор Скипджекс», а на следующий сезон сам стал главным тренером. 26 марта 1993 года франшиза переехала в Портленд, штат Мэн, и была переименована в «Портленд Пайретс». Троц выиграл Кубок Колдера, главный трофей АХЛ, в 1994 году. В том же году он выиграл Луис Эй-Ар Пьери Мемориал Эворд, который присуждается лучшему тренеру года в АХЛ по результатам голосования журналистов и дикторов АХЛ.

### Нэшвилл Предаторз
Дэвид Пойл из «Нэшвилл Предаторз» пригласил к себе работать Барри Троца.
Барри был назначен главным тренером «Предаторз» 6 августа 1997 года.
В дебютном сезоне Троц и «Предаторз» выиграли 28 игр. Барри является рекордсменом по количеству игр, которые он провел как первый тренер франшизы НХЛ (ранее лучшим по этому показателю был Терри Крисп из «Тампа Бэй Лайтнинг»).
4 ноября 2008 года игра против «Ванкувер Кэнакс» стала для Троца юбилейной. Троц стал 10-м главным тренером в истории НХЛ, который выводил одну команду на 750 матчей и 31-м главным тренером, который провёл в НХЛ 750 игр.
Сезон 2006/2007 был самым успешным сезоном для Троца. «Нэшвилл Предаторз» со 110 очками занял второе место в западной конференции и третье место в лиге. В плей-офф команда проиграла в первом раунде Кубка Стэнли «Сан-Хосе Шаркс» со счетом в серии 4-1.
За восемь сезонов с 2003/2004 по 2011/2012 Барри Троц семь раз приводил «Нэшвилл» в плей-офф, в том числе к четырём подряд выступлениям с 2004 по 2008 год. В 2011 и 2012 клуб доходил до полуфинала Западной конференции.
Однако в следующие два сезона клуб не смог пробиться в плей-офф. 14 апреля 2014 года «Нэшвилл» объявил, что не будет продлевать контракт с главным тренером.
Троц провёл с «Нэшвиллом» 1196 матчей в регулярном чемпионате в качестве главного тренера, по этому показателю он занимает 14-е место во всей НХЛ. После увольнения главного тренера «Баффало Сейбрз» Линди Раффа 20 февраля 2013 года Троц оставался единственным тренером в НХЛ, работавшим с одним клубом на протяжении 15 лет. Он также занимал второе место по продолжительности работы с одним клубом в четырёх североамериканских профессиональных лигах, уступая лишь Греггу Поповичу из «Сан-Антонио Спёрс», выступающему в НБА.

### Вашингтон Кэпиталз
Хотя «Нэшвилл» предлагал Троцу работать в системе клуба в отделе по хоккейным операциям, Барри хотел быть главным тренером. В результате Троц принял предложение «Вашингтон Кэпиталз», клуба, который когда-то дал ему первые возможности в профессиональном хоккее. 26 мая 2014 года Барри Троц стал главным тренером «Кэпиталз». В первом своём сезоне в «Вашингтоне» Троцу удалось сохранить атакующий потенциал команды и прибавить в организации игры. Клуб занял второе место в Столичном дивизионе и дошёл до второго раунда плей-офф, где в упорной борьбе в семи матчах уступил победителю регулярного чемпионата «Нью-Йорк Рейнджерс».

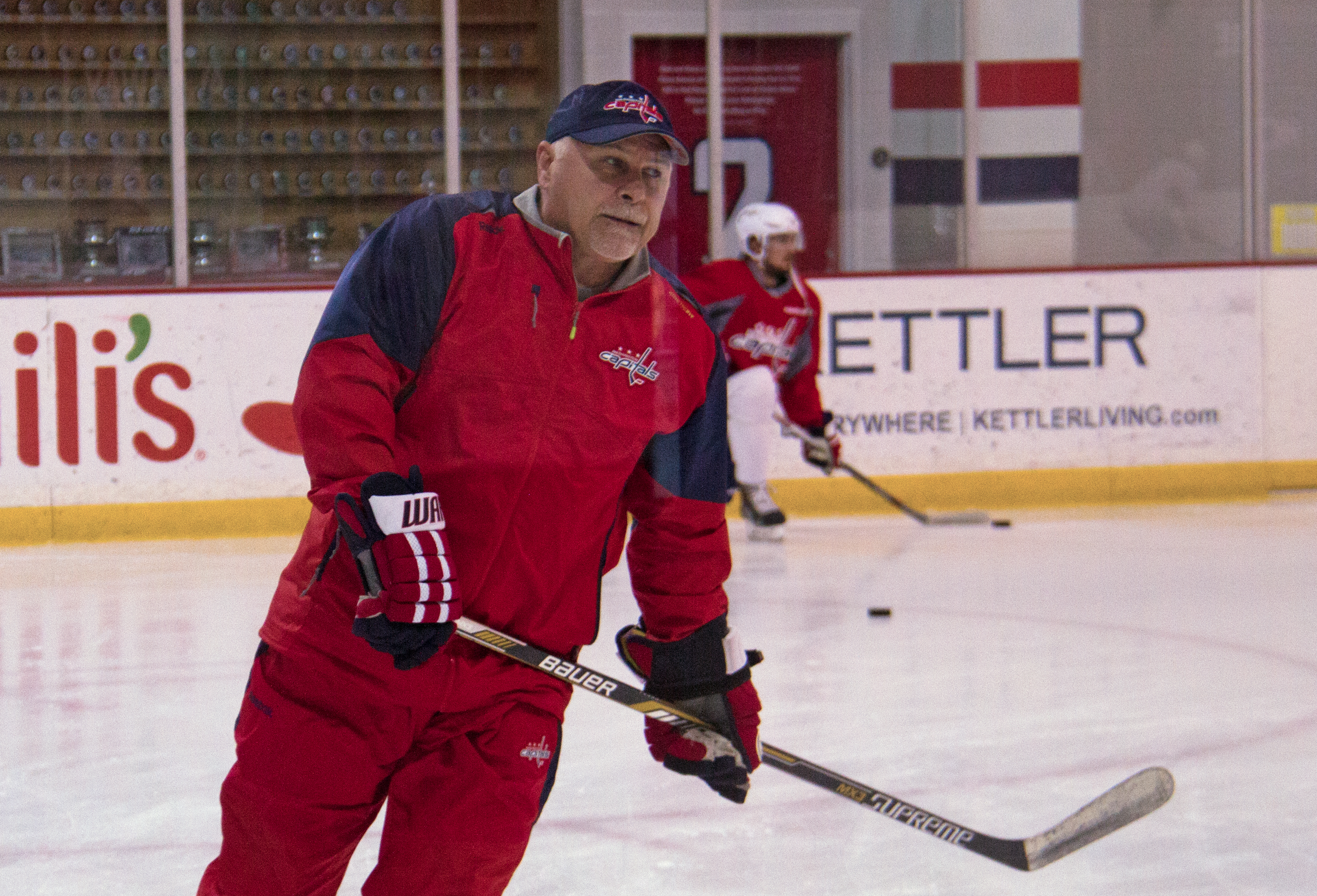
Барри Троц на тренировке «Вашингтона» 27 октября 2015

В сезоне 2015-16 «Вашингтон» под руководством Троца набрал 120 очков, одержал рекордные для клуба 56 побед и завоевал второй в своей истории Президентский кубок. Однако в плей-офф клуб вновь не смог преодолеть рубеж второго раунда, уступив в шести матчах будущему обладателю Кубка Стэнли «Питтсбург Пингвинз». По итогам сезона Барри Троц был признан лучшим тренером регулярного чемпионата и награждён «Джек Адамс Эворд».
Сезон 2016-17 стал во многом повторением предыдущего. «Вашингтон» вновь завоевал Президентский кубок, а затем опять вылетел во втором раунде плей-офф, снова уступив «Питтсбургу».
30 декабря 2017 Троц вышел на 5-е место в истории НХЛ по победам среди тренеров, а 4 февраля 2018 вошёл в топ-5 и по числу матчей.
В плей-офф 2018 года впервые в своей тренерской карьере вывел команду в третий раунд розыгрыша, а затем привёл «Вашингтон» к первой победе в Кубке Стэнли.

### Нью-Йорк Айлендерс
18 июня 2018 года Барри Троц покинул пост главного тренера «Вашингтона». Его четырёхлетний контракт заканчивался летом 2018, Троц и генеральный менеджер Брайан Маклеллан не смогли договориться о сроке и сумме нового контракта. 21 июня 2018 года Троц возглавил «Нью-Йорк Айлендерс», он заключил с клубом пятилетний контракт на сумму $ 20 млн.
5 марта 2019 года Троц стал четвёртым тренером в истории, одержавшим 800 побед в регулярных чемпионатах НХЛ.
По итогам сезона 2018-19 Троц во второй раз был признан лучшим тренером регулярного чемпионата и стал двукратным обладателем приза «Джек Адамс Эворд».
8 февраля 2021 Троц одержал 850-ю победу в регулярном чемпионате и вышел на 3-е место по победам в истории НХЛ.

### Международные турниры
Барри Троц был помощником главного тренера Сборной Канады на трёх чемпионатах мира: 2002, 2003 (где канадцы выиграли золото) и 2009.

## Личная жизнь
У Барри Троца и его жены Ким четверо детей: дочери Шелен и Таяна, сыновья Тайсон и Нолан. В хоккей играют его племянник Бреннан и племянница Брианн.

## Награды
Троц получил награду Коммунити Спайрит Эворд в 2005 году за благотворительность, в том числе за пожертвование $500 в «Дом моих друзей» (агентство United Way) за каждую победу «Нэшвилла» несколько сезонов подряд.
Троц был введён в зал славы университета Манитобы в 2001 году и в «Портленд Пайретс» в 2005 году.

## Статистика
| Команда            | Сезон   | Регулярный чемпионат | Регулярный чемпионат | Регулярный чемпионат | Регулярный чемпионат | Регулярный чемпионат | Регулярный чемпионат | Регулярный чемпионат        | Плей-офф                       |
| Команда            | Сезон   | И                    | В                    | П                    | Н                    | ОТ                   | Очки                 | Итог                        | Итог                           |
| ------------------ | ------- | -------------------- | -------------------- | -------------------- | -------------------- | -------------------- | -------------------- | --------------------------- | ------------------------------ |
| Нэшвилл Предаторз  | 1998/99 | 82                   | 28                   | 47                   | 7                    | -                    | 63                   | 5-й в Центральном дивизионе | В плей-офф не попали           |
| Нэшвилл Предаторз  | 1999/00 | 82                   | 28                   | 40                   | 7                    | 7                    | 70                   | 5-й в Центральном дивизионе | В плей-офф не попали           |
| Нэшвилл Предаторз  | 2000/01 | 82                   | 34                   | 36                   | 9                    | 3                    | 80                   | 3-й в Центральном дивизионе | В плей-офф не попали           |
| Нэшвилл Предаторз  | 2001/02 | 82                   | 28                   | 41                   | 13                   | 0                    | 69                   | 4-й в Центральном дивизионе | В плей-офф не попали           |
| Нэшвилл Предаторз  | 2002/03 | 82                   | 27                   | 35                   | 13                   | 7                    | 74                   | 4-й в Центральном дивизионе | В плей-офф не попали           |
| Нэшвилл Предаторз  | 2003/04 | 82                   | 38                   | 29                   | 11                   | 4                    | 91                   | 3-й в Центральном дивизионе | Поражение в первом раунде      |
| Нэшвилл Предаторз  | 2005/06 | 82                   | 49                   | 25                   | -                    | 8                    | 106                  | 2-й в Центральном дивизионе | Поражение в первом раунде      |
| Нэшвилл Предаторз  | 2006/07 | 82                   | 51                   | 23                   | -                    | 8                    | 110                  | 2-й в Центральном дивизионе | Поражение в первом раунде      |
| Нэшвилл Предаторз  | 2007/08 | 82                   | 41                   | 32                   | -                    | 9                    | 91                   | 2-й в Центральном дивизионе | Поражение в первом раунде      |
| Нэшвилл Предаторз  | 2008/09 | 82                   | 40                   | 34                   | -                    | 8                    | 88                   | 5-й в Центральном дивизионе | В плей-офф не попали           |
| Нэшвилл Предаторз  | 2009/10 | 82                   | 47                   | 29                   | -                    | 6                    | 100                  | 3-й в Центральном дивизионе | Поражение в первом раунде      |
| Нэшвилл Предаторз  | 2010/11 | 82                   | 44                   | 27                   | -                    | 11                   | 99                   | 2-й в Центральном дивизионе | Поражение в первом раунде      |
| Нэшвилл Предаторз  | 2011/12 | 82                   | 48                   | 26                   | -                    | 8                    | 104                  | 2-й в Центральном дивизионе | Поражение во втором раунде     |
| Нэшвилл Предаторз  | 2012/13 | 48                   | 16                   | 23                   | -                    | 9                    | 41                   | 5-й в Центральном дивизионе | В плей-офф не попали           |
| Нэшвилл Предаторз  | 2013/14 | 82                   | 38                   | 32                   | -                    | 12                   | 88                   | 6-й в Центральном дивизионе | В плей-офф не попали           |
| Вашингтон Кэпиталз | 2014/15 | 82                   | 45                   | 26                   | -                    | 11                   | 101                  | 2-й в Столичном дивизионе   | Поражение во втором раунде     |
| Вашингтон Кэпиталз | 2015/16 | 82                   | 56                   | 18                   | -                    | 8                    | 120                  | 1-й в Столичном дивизионе   | Поражение во втором раунде     |
| Вашингтон Кэпиталз | 2016/17 | 82                   | 55                   | 19                   | -                    | 8                    | 118                  | 1-й в Столичном дивизионе   | Поражение во втором раунде     |
| Вашингтон Кэпиталз | 2017/18 | 82                   | 49                   | 26                   | -                    | 7                    | 105                  | 1-й в Столичном дивизионе   | победа в финале Кубка Стэнли   |
| Нью-Йорк Айлендерс | 2018/19 | 82                   | 48                   | 27                   | -                    | 7                    | 103                  | 2-й в Столичном дивизионе   | Поражение во втором раунде     |
| Нью-Йорк Айлендерс | 2019/20 | 68                   | 35                   | 23                   | -                    | 10                   | 80                   | 5-й в Столичном дивизионе   | Поражение в финале конференции |
| Всего              | Всего   | 1674                 | 845                  | 618                  | 60                   | 151                  | 1901                 | 3 победы в дивизионе        | 1 Кубок Стэнли                 |

## Примечание
1. 1 2  NHL.com — Национальная хоккейная лига.
2. 1 2  HockeyDB (англ.)
3. ↑  Троц провел 1608-й матч в регулярных чемпионатах и вышел на 3-е место в истории НХЛ, обойдя Арбура — Хоккей — Sports.ru. Дата обращения: 7 октября 2019. Архивировано 7 октября 2019 года.
4. 1 2  Троц — 3-й тренер в истории НХЛ, одержавший 850 побед — Хоккей — Sports.ru. Дата обращения: 17 февраля 2021. Архивировано 12 мая 2021 года.
5. ↑  NHL Coach Register | Hockey-Reference.com. Дата обращения: 22 сентября 2016. Архивировано 18 февраля 2015 года.
6. ↑  Барри Тротц станет новым генеральным менеджером «Нэшвилла» летом. Дата обращения: 27 февраля 2023. Архивировано 27 февраля 2023 года.
7. ↑  Барри Троц : главный тренер. Predators.com. Дата обращения: 16 апреля 2010. Архивировано 23 мая 2010 года.
8. ↑  Рон Джонстон. EX-REGINA PATS - Барри Троц. Регина Петс Алумни (1 мая 2011). Дата обращения: 3 февраля 2015. Архивировано из оригинала 3 февраля 2015 года.
9. ↑  «Я сломал семь позвонков, но доиграл матч». Почему у тренера Овечкина нет шеи — Эпицентр — Блоги — Sports.ru. Дата обращения: 1 июня 2018. Архивировано 31 августа 2018 года.
10. ↑  Russell, Jimi. Morning Skate With Head Coach Barry Trotz. Predators.com (22 октября 2012). Дата обращения: 30 марта 2016. Архивировано 14 апреля 2016 года.
11. ↑  Эдвард Мёрфи. Pirates, arena on a short lease, The team will stay in Portland for two years, but keep exploring other venues. Press Herald (23 марта 2010). Дата обращения: 16 апреля 2010. Архивировано 28 июля 2011 года.
12. ↑  Nashville Predators Timeline. WSMV-TV. Дата обращения: 16 апреля 2010. Архивировано 24 сентября 2010 года.
13. ↑  Итоги плей-офф НХЛ 2007. Hockey Reference.com. Дата обращения: 16 апреля 2010. Архивировано 19 августа 2017 года.
14. ↑  Кто следующий после Барри Троца? Дата обращения: 1 октября 2017. Архивировано 17 ноября 2017 года.
15. ↑  Лавиолетт заменяет Барри Троца
16. ↑  Троц — тренер, МакЛеллан — генеральный менеджер. Дата обращения: 3 февраля 2015. Архивировано 3 февраля 2015 года.
17. ↑  Троц признан лучшим тренером сезона, НХЛ — Хоккей — Sports.ru. Дата обращения: 4 октября 2016. Архивировано 5 октября 2016 года.
18. ↑  Троц вышел на 5-е место в истории НХЛ по победам среди тренеров — Sports.ru. Дата обращения: 7 января 2018. Архивировано 8 января 2018 года.
19. ↑  Троц вошел в топ-5 тренеров по числу матчей в лиге, НХЛ — Sports.ru. Дата обращения: 10 февраля 2018. Архивировано 11 февраля 2018 года.
20. ↑  Тротц ушел с поста тренера «Вашингтона» / NHL.com. Дата обращения: 18 июня 2018. Архивировано 18 июня 2018 года.
21. ↑  «Кэпиталз» и Тротц скоро узнают свою цену / NHL.com. Дата обращения: 21 июня 2018. Архивировано 19 июня 2018 года.
22. ↑  Троц возглавил «Айлендерс» и заработает $ 20 млн за 5 лет, НХЛ — Хоккей — Sports.ru. Дата обращения: 21 июня 2018. Архивировано 21 июня 2018 года.
23. ↑  Барри Тротц — четвёртый тренер в истории НХЛ, одержавший 800 побед — Чемпионат. Дата обращения: 6 марта 2019. Архивировано 6 марта 2019 года.
24. ↑  Kim Trotz: NHL Coach Barry Trotz' Wife (bio, wiki, photos). Дата обращения: 19 января 2016. Архивировано 27 января 2016 года.
25. ↑  For Barry Trotz and wife, transition to Washington centers around son with Down syndrome — The Washington Post. Дата обращения: 19 января 2016. Архивировано 29 января 2016 года.